# Frank Mußhoff
Frank Mußhoff (* 4. August 1964 in Lüdinghausen) ist ein deutscher forensischer Toxikologe. Er ist Geschäftsführer des Forensisch Toxikologischen Centrums München (FTC München).

## Leben & Wirken
Mußhoff studierte ab 1984 Biologie an der Heinrich-Heine-Universität Düsseldorf mit dem Diplomabschluss 1990. Anschließend blieb er als wissenschaftlicher Mitarbeiter und forensischer Toxikologe für sieben Jahre am Institut für Rechtsmedizin der Universität, wo er 1995 promovierte. Im Jahr 1997 wechselte er an die Rheinische Friedrich-Wilhelms-Universität Bonn, deren Funktionsbereich Forensische Toxikologie am Institut für Rechtsmedizin er bis 2012 leitete. Mußhoff habilitierte sich in Bonn und wurde dort 2008 zum apl.-Professor berufen.
Von 2007 bis 2013 war er neben anderen Mitgliedschaften im Amt des Präsidenten der Gesellschaft für Toxikologische und Forensische Chemie (GTFCh) tätig, seit 2013 arbeitet er als Geschäftsführer und Sachverständiger am Forensisch Toxikologischen Centrum München (FTC München). Weiterhin wurde er 2016 von der Ludwig-Maximilians-Universität München zum apl.-Professor für Forensische Toxikologie berufen. Mußhoff ist darüber hinaus als Sachverständiger für Polizei, Staatsanwaltschaften und Gerichte im In- und Ausland tätig.
Der Toxikologe ist in seiner wissenschaftlichen Tätigkeit an zahlreichen Publikationen beteiligt, von denen über 190 auf PubMed gelistet sind (Stand März 2022). Er wirkte an zahlreichen Sach- und Fachwerken mit, darunter z. B. Lehrbücher zu Rechtsmedizin oder Haaranalytik, aber auch wissenschaftliche Unterhaltungsliteratur wie Mordsgifte, wo er gemeinsam mit Cornelius Heß aus toxikologischer Sicht über Kriminalfälle berichtet.
Als toxikologischer Experte wirkt Mußhoff an Fernsehreportagen mit, wie beispielsweise 2022, als Michael Tsokos und Jan-Josef Liefers ihn um eine zusätzliche Beurteilung der Todesumstände von Whitney Houston baten, wobei ein Unfall angesichts der Todesumstände so gut wie ausgeschlossen erscheint.
Seine wissenschaftlichen Hauptschwerpunkte liegen auf der Forensischen Alkohologie, der Leichen- und Verkehrstoxikologie sowie der Haaranalytik. Darüber hinaus forscht er auch an der Entwicklung neuer Analysemethoden.

## Publikationen (Auswahl)
- 2014: Mordsgifte, Frank Mußhoff & Cornelius Heß, Bastei Lübbe, Köln, ISBN 978-3-404-60803-4
- 2012: Verkehrsmedizin, Burkhard Madea, Frank Mußhoff & Günter Berghaus (Hrsg.), 2. vollständig überarbeitete und erweiterte Auflage, Deutscher Ärzteverlag, Köln, ISBN 978-3-7691-1285-6
- 2011: Kurzlehrbuch Rechtsmedizin, Burkhard Madea, Frank Mußhoff & Brigitte Tag, Hogrefe Verlag, Bern, ISBN 978-3-456-84976-8
- 2011: Grundriss Fahreignungsbegutachtung, Jürgen Brenner-Hartmann, Thomas Wagner, Frank Mußhoff, Hannelore Hoffmann-Born, Sabine Löhr-Schwab & Anita Müller, Kirschbaum Verlag, Bonn, ISBN 978-3-7812-1842-0
- 2009: Check-Up-Medizin, Uwe Nixdorff (Hrsg.), Thieme, Stuttgart, ISBN 978-3-13-145271-9
- 2007: Basiswissen Rechtsmedizin, Burkhard Madea & Reinhard Dettmeyer (Hrsg.) unter Mitarbeit von Frank Mußhoff, Springer Medizin, Heidelberg, ISBN 978-3-540-71428-6
- 2004: Haaranalytik, Burkhard Madea & Frank Mußhoff (Hrsg.), Deutscher Ärzteverlag, Köln, ISBN 978-3-7691-0437-0

## Auszeichnungen
- 2006: Wissenschaftspreis der Deutschen Gesellschaft für Rechtsmedizin[13]
- 2005: Midlife Scientist Award, verliehen durch The International Association of Forensic Toxicologists (TIAFT)[13]
- 1997: Nachwuchsförderpreis der Gesellschaft für Toxikologische und Forensische Chemie (GTFCh)[13]
- 1996: Young Investigators Award der International Association of Forensic Sciences (IAFS)[14]

## Mitgliedschaften (Auswahl)
- Mitglied der Grenzwertkommission (Gemeinsame Arbeitsgruppe für Grenzwertfragen und Qualitätskontrolle)[15]
- Mitglied der Ständigen Arbeitsgruppe Beurteilungskriterien der Deutschen Gesellschaft für Verkehrsmedizin (DGVM) und der Deutschen Gesellschaft für Verkehrspsychologie (DGVP)[16]
- Mitglied des ADAC-Ärztekollegiums[17]
- seit 2009: 2. Vizepräsident der Deutschen Gesellschaft für Verkehrsmedizin (DGVM)[18]
- 2007–2013: Präsident der Gesellschaft für Toxikologische und Forensische Chemie[19]